# Boerenhol
Boerenhol est un hameau appartenant à la commune néerlandaise de L'Écluse, situé dans la province de la Zélande.

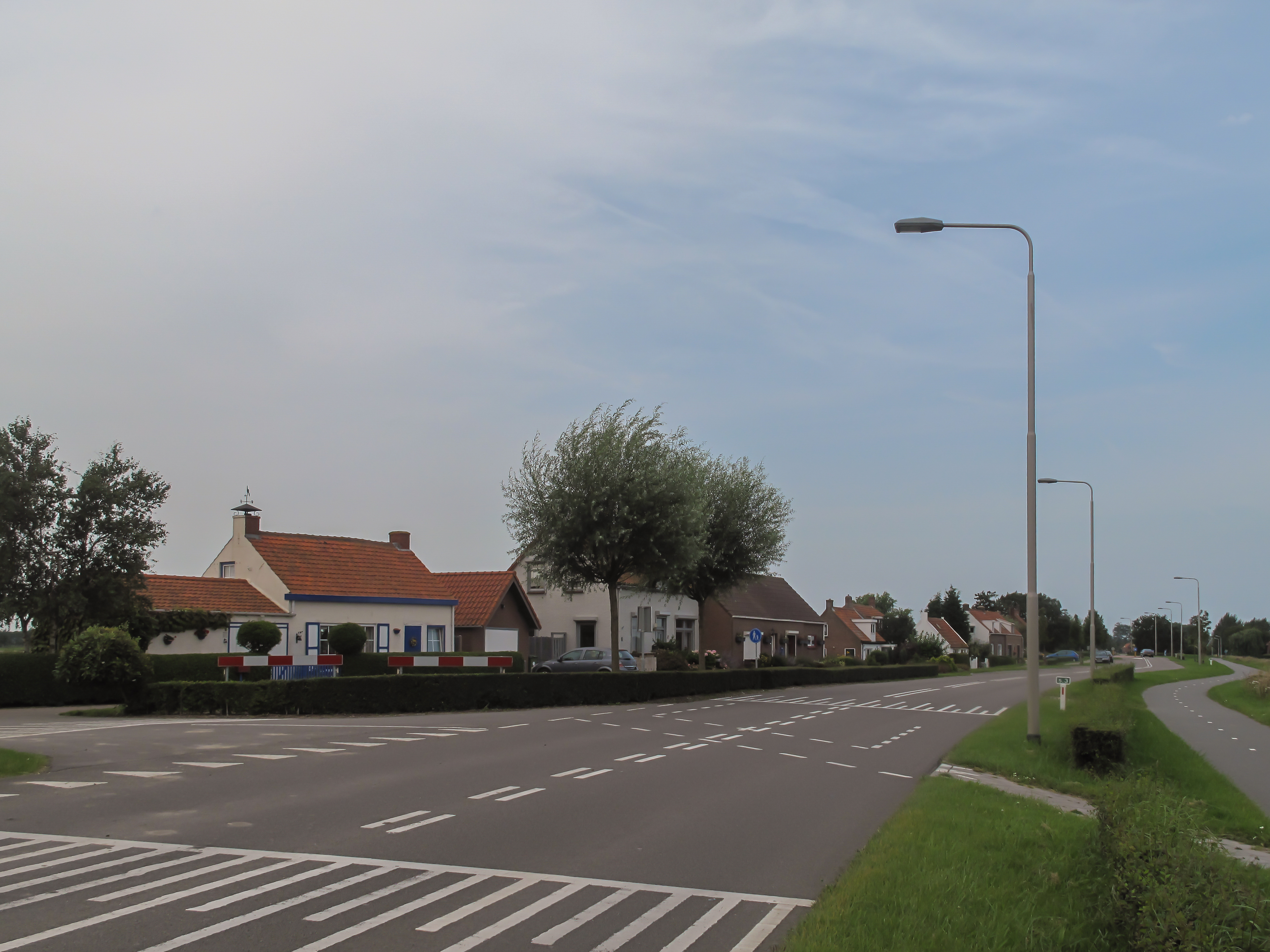
Boerenhol, vue sur le hameau